# Tatuus
 (mai 2023).
Si vous disposez d'ouvrages ou d'articles de référence ou si vous connaissez des sites web de qualité traitant du thème abordé ici, merci de compléter l'article en donnant les références utiles à sa vérifiabilité et en les liant à la section « Notes et références ».

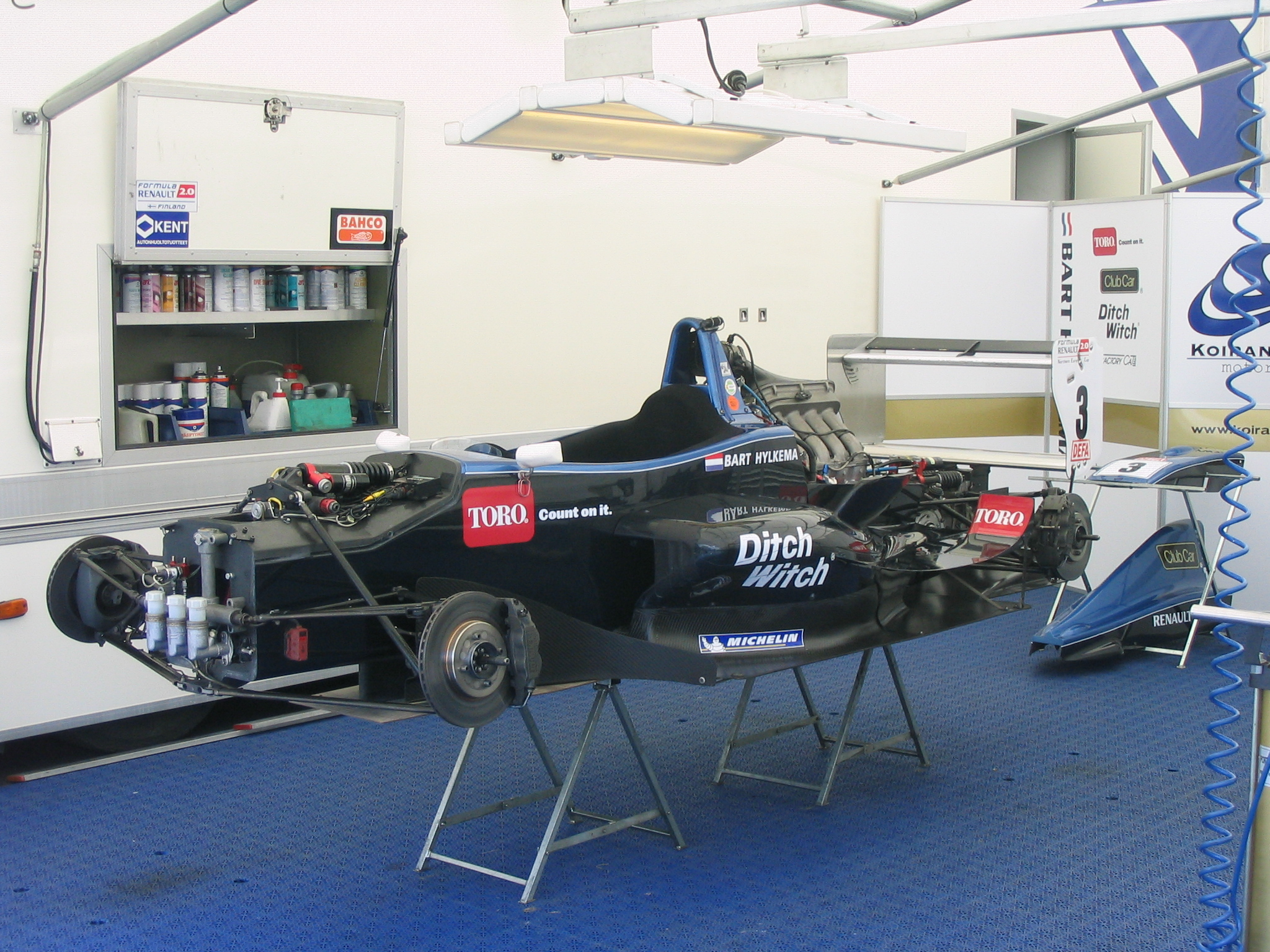
Une Tatuus FR2000 en 2008.

Tatuus est un constructeur italien de voitures de course basé à Concorezzo en Lombardie. Il est connu pour posséder un partenariat important et durable avec Renault Sport pour la fabrication de Formule Renault.

## Histoire
La société Tatuus a été créée par Artico Sandonà en 1980. Les premières voitures ont été fabriquées pour le championnat de Formule Monza avec des moteurs de 500 et 1 000 cm3. Son fondateur Artico Sandonà a participé, comme pilote, au championnat de Formule Monza. Luca Melgrati a remporté le premier championnat avec une voiture Tatuus en 1983 dans le championnat Formula Panda Monza. Sandonà a obtenu une deuxième place dans le championnat.
Melgrati a remporté le championnat en 1985 et 1986. Pour la saison 1988, le constructeur italien a été sous contrat pour construire les voitures pour la nouvelle Formule König. La première saison a été remportée par le septuple champion de Formule 1, Michael Schumacher.

## Véhicules produits
| Année | Modèle               | Compétition                                                          |
| ----- | -------------------- | -------------------------------------------------------------------- |
| 1982  | Tatuus ??            | Formule Monza                                                        |
| 1984  | Tatuus ??            | Formule Panda Monza                                                  |
| 1988  | Tatuus Formule König | Formule König                                                        |
| 1993  | Tatuus ??            | Formule Alfa Boxer                                                   |
| 1994  | Tatuus RC94          | Formule Renault 2.0                                                  |
| 1995  | Tatuus RC95          | Formule Renault 2.0                                                  |
| 1996  | Tatuus RC96          | Formule Renault 2.0                                                  |
| 1997  | Tatuus RC97          | Formule Renault 2.0                                                  |
| 1998  | Tatuus RC98          | Formule Ford 1600/2000, Formule Renault 2.0                          |
| 1998  | Tatuus RC99          | Formule Renault 2.0                                                  |
| 2000  | Tatuus FR2000        | Formule Renault 2.0                                                  |
| 2002  | Tatuus FR1600        | Formule Renault 1.6                                                  |
| 2003  | Tatuus FRV6          | Formule Renault V6                                                   |
| 2005  | Tatuus TT104ZZ       | Toyota Racing Series                                                 |
| 2006  | Tatuus FC106         | Formule Challenge Japon                                              |
| 2007  | Tatuus N.T07         | International Formula Master                                         |
| 2010  | Tatuus FA010         | Formula Abarth (en), Panam GP Series (en), Formula Pilota China (en) |
| 2012  | Tatuus PY012*        | CN2 Sport Prototype                                                  |

* Nota : La Tatuus PY012 est la première voiture sport-prototype produite par Tatuus.